# Svenn Berglund
Svenn Berglund, född 25 september 1939, är en norsk före detta dansare.
Berglund gick på Rita Toris ballettskole i Oslo 1960–1962, och utbildade sig därefter hos Anna Northcote i London 1962–1965. Han var anställd vid Den Norske Opera 1963–1968 och vid Det Norske Teatret 1970–1999. Han medverkade även som dansare i en handfull filmer.

## Filmografi
Efter IMDb och Svensk filmdatabas:
- 1974 – Hur man blir miljonär
- 1974 – Ungen
- 1984 – Lykkeland (TV-serie)